# Lista de membros do elenco de Jurassic Park
Jurassic Park é uma franquia de mídia de ficção científica criada por Michael Crichton no início da década de 1990 que narra as dificuldades enfrentadas pela humanidade após a clonagem ilegal de fósseis de dinossauros para a criação de um parque temático futurístico. Uma das maiores franquias midiáticas de todos os tempos, a saga cinematográfica de Jurassic Park é composta por seis filmes divididos em duas trilogias lançados entre 1993 e 2022.
O ramo cinematográfico da franquia foi iniciado em 1993 com o lançamento de Jurassic Park, dirigido por Steven Spielberg e estrelado por Sam Neill, Laura Dern e Jeff Goldblum como o trio de cientistas Alan Grant, Ellie Sattler e Ian Malcolm. Este primeiro filme contou ainda com a participação do veterano ator Richard Attenborough e B. D. Wong nos papéis secundários de John Hammond e Dr. Henry Wu, respectivamente. Na sequência, The Lost World: Jurassic Park (1997), Goldblum assume o papel principal da trama como Ian Malcolm e divide as telas com Julianne Moore e Pete Postlethwaite nos papéis de Sarah Harding e Roland Tembo, respectivamente. Neill e Dern retornam seus respectivos papéis no terceiro filme da franquia, Jurassic Park III (2001) que conta também com William H. Macy e Téa Leoni como o casal Paul e Amanda Kirby em busca de seu filho desaparecido Eric Kirby (vivido por Trevor Morgan).
Após um hiato de mais de uma década, Jurassic World (2015) iniciou uma nova trilogia dentro da franquia, sendo estrelado por Chris Pratt como o veterano de guerra Owen Grady e Bryce Dallas Howard como a empresária Claire Dearing. O elenco conta ainda com Vincent D'Onofrio e Omar Sy como os antagonistas Vic Hoskins e Barry. Wong retorna à franquia reprisando seu personagem Dr. Henry Wu que agora se torna o antagonista do novo arco narrativo ao lado de Eli Mills (vivido Rafe Spall). A sequência Jurassic World: Fallen Kingdom (2018) conta com Justice Smith, Daniella Pineda como os técnicos de TI Franklin Webb e Zia Rodriguez e Isabella Sermon como Maisie Lockwood, herdeira do conglomerado bilionário de Sir Benjamin Lockwood (vivido por James Cromwell).

## Elenco deJurassic Park
- A lista abaixo é ordenada pelos nomes das personagens em ordem alfabética a contar pelo sobrenome independentemente da relevância desta no universo fictício. O eventual título ou cargo da personagem aparece em menor tamanho acima do nome. O alter ego da personagem aparece em menor tamanho abaixo do nome.

| Personagem            | Filme                | Filme                 | Filme                    | Filme                 | Filme                 | Filme               | Filme               |  |
| Personagem            | Jurassic Park        | Jurassic Park         | Jurassic Park            | Jurassic World        | Jurassic World        | Jurassic World      | Jurassic World      |  |
| Personagem            | Jurassic Park (1993) | The Lost World (1997) | Jurassic Park III (2001) | Jurassic World (2015) | Fallen Kingdom (2018) | Dominion (2022)     | Rebirth (2025)      |  |
| --------------------- | -------------------- | --------------------- | ------------------------ | --------------------- | --------------------- | ------------------- | ------------------- |  |
| Ray Arnold            | Samuel L. Jackson    |                       |                          |                       |                       |                     |                     |  |
| Bobby Atwater         |                      |                       |                          |                       |                       |                     | Ed Skrein           |  |
| Zora Bennett          |                      |                       |                          |                       |                       |                     | Scarlett Johansson  |  |
| Cathy Bowman          |                      | Camilla Belle         |                          |                       |                       |                     |                     |  |
| Billy Brennan         |                      |                       | Alessandro Nivola        |                       |                       |                     |                     |  |
| Robert Burke          |                      | Thomas F. Duffy       |                          |                       |                       |                     |                     |  |
| Enrique Cardoso       |                      |                       | Julio Oscar Mechoso      |                       |                       |                     |                     |  |
| Eddie Carr            |                      | Richard Schiff        |                          |                       |                       |                     |                     |  |
| Iris Carroll          |                      |                       |                          |                       | Geraldine Chaplin     |                     |                     |  |
| Ramsay Cole           |                      |                       |                          |                       |                       | Mamoudou Athie      |                     |  |
| Cooper                |                      |                       | John Diehl               |                       |                       |                     |                     |  |
| Lowery Cruthers       |                      |                       |                          | Jake Johnson          |                       |                     |                     |  |
| Kelly Curtis          |                      | Vanessa Lee Chester   |                          |                       |                       |                     |                     |  |
| Claire Dearing        |                      |                       |                          | Bryce Dallas Howard   | Bryce Dallas Howard   | Bryce Dallas Howard |                     |  |
| Charlie Degler        |                      |                       | Blake Bryan              |                       |                       |                     |                     |  |
| Mark Degler           |                      |                       | Taylor Nichols           |                       |                       |                     |                     |  |
| Rainn Delacourt       |                      |                       |                          |                       |                       | Scott Haze          |                     |  |
| Isabella Delgado      |                      |                       |                          |                       |                       |                     | Audrina Miranda     |  |
| Reuben Delgado        |                      |                       |                          |                       |                       |                     | Manuel Garcia-Rulfo |  |
| Teresa Delgado        |                      |                       |                          |                       |                       |                     | Luna Blaise         |  |
| Sr. DNA               | Greg Burson          |                       |                          | Colin Trevorrow       |                       |                     |                     |  |
| Xavier Dobbs          |                      |                       |                          |                       |                       |                     | David Iacono        |  |
| Lewis Dodgson         | Cameron Thor         |                       |                          |                       |                       | Campbell Scott      |                     |  |
| Eddie                 | Whit Hertford        |                       |                          |                       |                       |                     |                     |  |
| Donald Gennaro        | Martin Ferrero       |                       |                          |                       |                       |                     |                     |  |
| Owen Grady            |                      |                       |                          | Chris Pratt           | Chris Pratt           | Chris Pratt         |                     |  |
| Alan Grant            | Sam Neill            |                       | Sam Neill                |                       |                       | Sam Neill           |                     |  |
| Katashi Hamada        |                      |                       |                          | Brian Tee             |                       |                     |                     |  |
| John Hammond          | Richard Attenborough | Richard Attenborough  |                          |                       |                       |                     |                     |  |
| Sarah Harding         |                      | Julianne Moore        |                          |                       |                       |                     |                     |  |
| Ben Hildebrand        |                      |                       | Mark Harelik             |                       |                       |                     |                     |  |
| Vic Hoskins           |                      |                       |                          | Vincent D'Onofrio     |                       |                     |                     |  |
| Wyatt Huntley         |                      |                       |                          |                       |                       | Kristoffer Polaha   |                     |  |
| Duncan Kincaid        |                      |                       |                          |                       |                       |                     | Mahershala Ali      |  |
| Amanda Kirby          |                      |                       | Téa Leoni                |                       |                       |                     |                     |  |
| Eric Kirby            |                      |                       | Trevor Morgan            |                       |                       |                     |                     |  |
| Paul Kirby            |                      |                       | William H. Macy          |                       |                       |                     |                     |  |
| Martin Krebs          |                      |                       |                          |                       |                       |                     | Rupert Friend       |  |
| Vivian Krill          |                      |                       |                          | Lauren Lapkus         |                       |                     |                     |  |
| LeClerc               |                      |                       |                          |                       |                       |                     | Bechir Sylvain      |  |
| Sir Benjamin Lockwood |                      |                       |                          |                       | James Cromwell        |                     |                     |  |
| Charlotte Lockwood    |                      |                       |                          |                       | Elva Trill            | Elva Trill          |                     |  |
| Maisie Lockwood       |                      |                       |                          |                       | Isabella Sermon       | Isabella Sermon     |                     |  |
| Henry Loomis          |                      |                       |                          |                       |                       |                     | Jonathan Bailey     |  |
| Peter Ludlow          |                      | Arliss Howard         |                          |                       |                       |                     |                     |  |
| Ian Malcolm           | Jeff Goldblum        | Jeff Goldblum         |                          |                       | Jeff Goldblum         | Jeff Goldblum       |                     |  |
| Simon Masrani         |                      |                       |                          | Irrfan Khan           |                       |                     |                     |  |
| Eli Mills             |                      |                       |                          |                       | Rafe Spall            |                     |                     |  |
| Gray Mitchell         |                      |                       |                          | Ty Simpkins           |                       |                     |                     |  |
| Karen Mitchell        |                      |                       |                          | Judy Greer            |                       |                     |                     |  |
| Scott Mitchell        |                      |                       |                          | Andy Buckley          |                       |                     |                     |  |
| Zach Mitchell         |                      |                       |                          | Nick Robinson         |                       |                     |                     |  |
| Robert Muldoon        | Bob Peck             |                       |                          |                       |                       |                     |                     |  |
| Lex Murphy            | Ariana Richards      | Ariana Richards       |                          |                       |                       |                     |                     |  |
| Tim Murphy            | Joseph Mazzello      | Joseph Mazzello       |                          |                       |                       |                     |                     |  |
| Nash                  |                      |                       | Bruce A. Young           |                       |                       |                     |                     |  |
| Dennis Nedry          | Wayne Knight         |                       |                          |                       |                       |                     |                     |  |
| Nina                  |                      |                       |                          |                       |                       |                     | Philippine Velge    |  |
| Nick Van Owen         |                      | Vince Vaughn          |                          |                       |                       |                     |                     |  |
| Zia Rodriguez         |                      |                       |                          |                       | Daniella Pineda       | Daniella Pineda     |                     |  |
| Juanito Rostagno      | Miguel Sandoval      |                       |                          |                       |                       |                     |                     |  |
| Soyona Santos         |                      |                       |                          |                       |                       | Dichen Lachman      |                     |  |
| Ellie Sattler         | Laura Dern           |                       | Laura Dern               |                       |                       | Laura Dern          |                     |  |
| Barry Sembène         |                      |                       |                          | Omar Sy               |                       | Omar Sy             |                     |  |
| Senador Sherwood      |                      |                       |                          |                       | Peter Jason           |                     |                     |  |
| Shira                 |                      |                       |                          |                       |                       | Varada Sethu        |                     |  |
| Ajay Sidhu            |                      | Harvey Jason          |                          |                       |                       |                     |                     |  |
| Dieter Stark          |                      | Peter Stormare        |                          |                       |                       |                     |                     |  |
| Roland Tembo          |                      | Pete Postlethwaite    |                          |                       |                       |                     |                     |  |
| Udesky                |                      |                       | Michael Jeter            |                       |                       |                     |                     |  |
| Kayla Watts           |                      |                       |                          |                       |                       | DeWanda Wise        |                     |  |
| Franklin Webb         |                      |                       |                          |                       | Justice Smith         | Justice Smith       |                     |  |
| Ken Wheatley          |                      |                       |                          |                       | Ted Levine            |                     |                     |  |
| Williams              |                      |                       |                          |                       |                       |                     | Adam Loxley         |  |
| Henry Wu              | B.D. Wong            |                       |                          | B.D. Wong             | B.D. Wong             | B.D. Wong           |                     |  |
| Zara Young            |                      |                       |                          | Katie McGrath         |                       |                     |                     |  |